# 6847 Kunz-Hallstein
6847 Kunz-Hallstein este un asteroid care intersectează orbita planetei Marte.

## Descriere
6847 Kunz-Hallstein este un asteroid care intersectează orbita planetei Marte. Asteroidul prezintă o orbită caracterizată de o semiaxă mare de 2,32 ua, o excentricitate de 0,29 și o înclinație de 24,6° în raport cu ecliptica.